# プロヴディフ国際博覧会 (1981年)
1981年のプロヴディフ国際博覧会（プロヴディフこくさいはくらんかい, 英語：Exposition Cynegetique Mondiale Bulgarie 1981, Expo 1981）は、1981年6月14日から7月12日までブルガリアのプロヴディフで開催された国際博覧会（特別博）である。テーマは「Hunting, fishing and man in your Society」（英語）。